# Грикшино
Грикшино — деревня в Вашкинском районе Вологодской области.
Входит в состав Киснемского сельского поселения, с точки зрения административно-территориального деления — в Киснемский сельсовет.
Расстояние по автодороге до районного центра Липина Бора — 19,5 км, до центра муниципального образования села Троицкое — 5,5 км. Ближайшие населённые пункты — Гаврилово-2, Данькино, Киуй, Мякишево, Сухарево, Чертеж.
По данным переписи в 2002 году постоянного населения не было.
В Грикшино расположен памятник архитектуры жилой дом.